# Острова Кука на летних Олимпийских играх 2000
Олимпийская сборная островов Кука приняла участие в летних Олимпийских играх 2000 года, отправив в Сидней двух спортсменов (в том числе - одну женщину), принимавших участие в лёгкой атлетике и парусном спорте. Тяжелоатлет Самуэль Нунуку Пера пропустил эти Олимпийские игры. По итогам игр спортсмены с Островов Кука не завоевали ни одной олимпийской медали.

## Лёгкая атлетика
Спортсменов - 1
Мужчины
| Спортсмен   | Вид  | Забег     | Забег | Четвертьфинал | Четвертьфинал | Полуфинал | Полуфинал | Финал     | Финал     |
| Спортсмен   | Вид  | Результат | Место | Результат     | Место         | Результат | Место     | Результат | Место     |
| ----------- | ---- | --------- | ----- | ------------- | ------------- | --------- | --------- | --------- | --------- |
| Тейна Тейти | 100м | 11,22     | 92    | Не прошёл     | Не прошёл     | Не прошёл | Не прошёл | Не прошёл | Не прошёл |

## Парусный спорт
Спортсменов - 1
Женщины
| Спортсмен    | Вид      | Гонка | Гонка | Гонка | Гонка | Гонка | Гонка | Гонка | Гонка | Гонка | Гонка | Гонка | Сумма | Место |
| Спортсмен    | Вид      | 1     | 2     | 3     | 4     | 5     | 6     | 7     | 8     | 9     | 10    | 11    | Сумма | Место |
| ------------ | -------- | ----- | ----- | ----- | ----- | ----- | ----- | ----- | ----- | ----- | ----- | ----- | ----- | ----- |
| Турия Вогель | Мистраль | 19    | 14    | 18    | 13    | 23    | 19    | 20    | 19    | 9     | 21    | 11    | 149   | 20    |